# Herbert Gintis

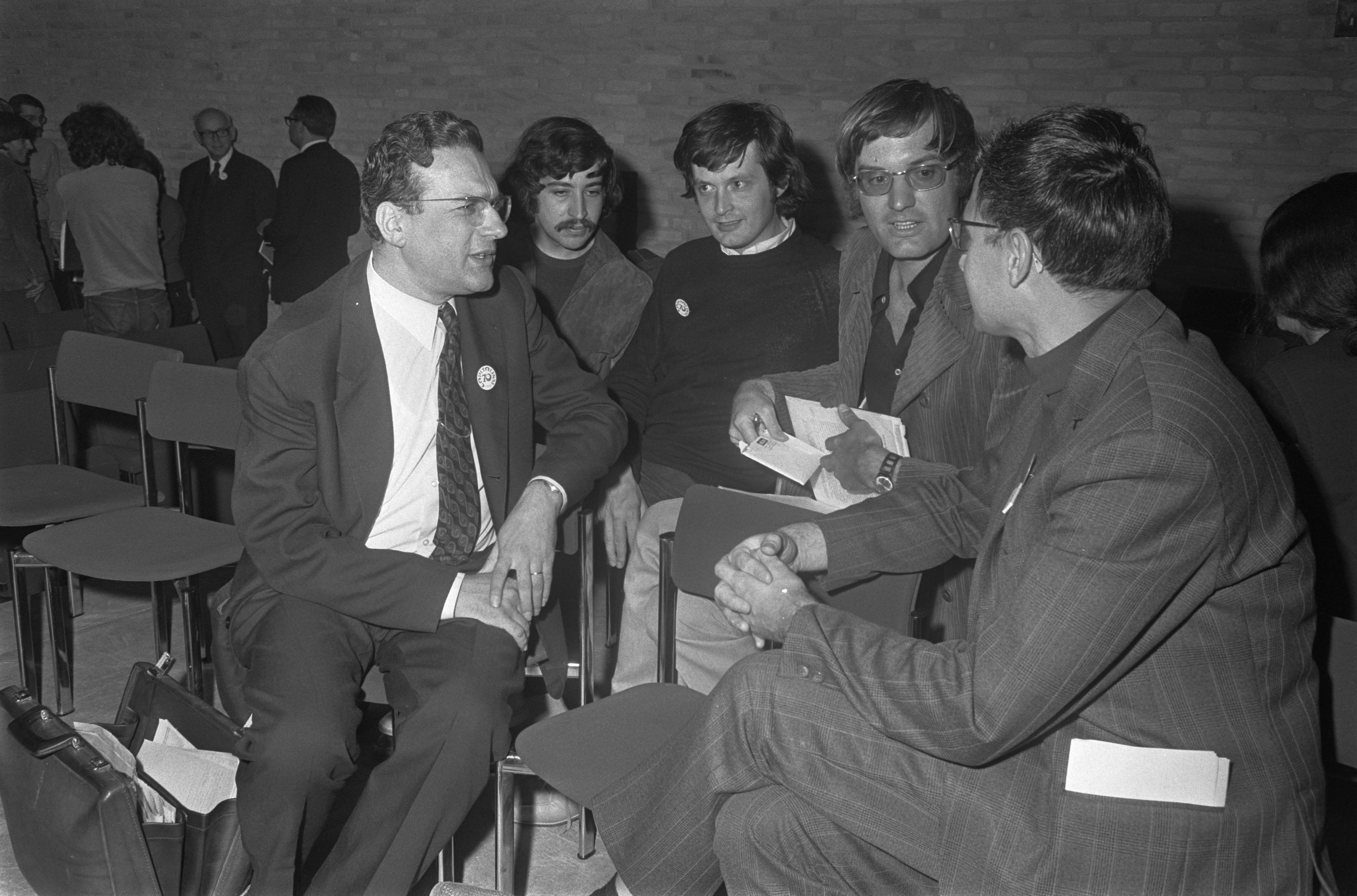
Ernest Mandel, Herbert Gintis, Bob Rowthorn, Elmar Altvater und Theo van de Klundert, 1970

Herbert Gintis (* 11. Februar 1940 in Philadelphia; † 5. Januar 2023 in Northampton) war ein US-amerikanischer Ökonom. Er war Professor für Wirtschaftswissenschaften an der Central European University, externer Professor am Santa Fe Institute, Gastprofessor an der Universität Siena und Professor emeritus an der University of Massachusetts.

## Leben
Gintis studierte Mathematik an der University of Pennsylvania (B.A., 1961) und an der Harvard University (M.A., 1962). Desillusioniert mit seiner Disziplin, wurde er Sandalenmacher und eröffnete ein Geschäft auf dem Harvard Square. Gintis engagierte sich in den Studentenbewegung und interessierte sich für Marx und Ökonomie. Er wechselte 1969 in das Doktorenprogramm der Wirtschaftswissenschaften und erhielt einen Ph.D. 1969 ebenfalls von der Harvard University. 1973–1974 war er Professor in Harvard, von 1975 bis 2003 an der University of Massachusetts. Als Gastprofessor und Dozent war er während dieser Zeit an der Harvard University, der Universität Paris, der Universität Siena, der New York University und der Columbia University. Gintis lehrte ab 2001 als externer Professor am Santa Fe Institute und ab 2005 an der Central European University. Er lehrte außerdem als Gastprofessor an der Universität Siena.

## Arbeit
Gintis Forschungsgebiete waren Verhaltensökonomik, Dynamik in der Allgemeinen Gleichgewichtstheorie, Evolutionäre Spieltheorie, die Modellierung der menschlichen Kooperation und die Vereinigung der Verhaltenswissenschaften. Gintis hat Hunderte wissenschaftliche Publikationen verfasst. Vielfach arbeitete er mit Samuel Bowles zusammen, mit dem er 1976 sein bahnbrechendes Buch Schooling in Capitalist America schrieb.
Der Medienkonzern Clarivate  zählte ihn 2022 aufgrund der Zahl der Zitationen zu den Favoriten auf einen Nobelpreis (Clarivate Citation Laureates).

## Privat
Gintis war verheiratet und hat einen Sohn.

## Bücher (Auswahl)
- A Cooperative Species: Human Reciprocity and Its Evolution (mit Samuel Bowles). Princeton University Press, 2011. ISBN 0-691-15125-3.
- The Bounds of Reason: Game Theory and the Unification of the Behavioral Sciences. Princeton University Press, 2009. ISBN 978-0-691-14052-0.
- Game Theory Evolving: A Problem-Centered Introduction to Modeling Strategic Interaction. Princeton University Press, 2009 (2. Auflage). ISBN 0-691-14051-0.
- Unequal Chances: Family Background and Economic Success (Hrsg. mit Samuel Bowles, Melissa Osborne Groves). Princeton University Press, 2005. ISBN 978-0-691-11930-4.
- Moral Sentiments and Material Interests: The Foundations of Cooperation in Economic Life: The Foundation of Cooperation in Economic Life (Hg., mit Samuel Bowles, Ernst Fehr). The MIT Press, 2005. ISBN 978-0-262-07252-6.
- The Foundations of Human Sociality: Economic experiments and ethnographic evidence from fifteen small-scale societies (Hrsg. mit Joseph Henrich, Robert Boyd, Samuel Bowles, Colin Camerer, Ernst Fehr):. Oxford University Press, 2004. ISBN 0-19-926204-7.
- Democracy and capitalism: property, community, and the contradictions of modern social thought (mit Samuel Bowles). Basic Books, 1986. ISBN 978-0-465-07230-9.
- Schooling in capitalist America: educational reform and the contradictions of economic life (mit Samuel Bowles). Basic Books, 1977. ISBN 978-0-465-09718-0.